# Wadim Andrejewitsch Demjanenko
Wadim Andrejewitsch Demjanenko (russisch Вадим Андреевич Демьяненко, englische Transkription Vadim Andreevich Dem'yanenko; * 1937 in Krasnohrad; † 2007) war ein sowjetischer Mathematiker, der sich mit Zahlentheorie befasste.
Er studierte am staatlichen pädagogischen Institut Tula und wurde 1967 am Steklow-Institut in Moskau promoviert. Ab 1969 war er am Institut für Mathematik und Mechanik (IMM) des Ural-Zweigs der Sowjetischen Akademie der Wissenschaften in Swerdlowsk beschäftigt.
Demjanenko befasste sich unter anderem mit der Zahlentheorie elliptischer Kurven. Unabhängig von Yves Hellegouarch fand er in den 1960er Jahren eine Verbindung zwischen den Lösungen der Fermatvermutung und Torsionspunkten auf elliptischen Kurven über den rationalen Zahlen.

## Schriften
- V. A. Demjanenko О точках конечного порядка эллиптических кривых (Punkte endlicher Ordnung auf elliptischen Kurven), Acta Arithmetica, Band 19, 1971, S. 185–194